# كيث مارتن (مغني)
كيث مارتن (بالإنجليزية: Keith Martin)‏ هو مغني وكاتب أغاني ومنتج أسطوانات أمريكي، ولد في 22 سبتمبر 1966 في واشنطن العاصمة في الولايات المتحدة.

## وصلات خارجية
- كيث مارتن على موقع IMDb (الإنجليزية)
- كيث مارتن على موقع ميوزك برينز (الإنجليزية)
- كيث مارتن على موقع أول ميوزيك (الإنجليزية)
- كيث مارتن على موقع ديسكوغز (الإنجليزية)